# Mark Bradtke
Mark Robert Bradtke (* 27. September 1968 in Adelaide) ist ein ehemaliger australischer Basketballspieler.

## Laufbahn
Bradtke spielte als Jugendlicher Basketball in Noarlunga, einem Vorort von Adelaide. 1986 wechselte er ans Australian Institute of Sport. Ab der Saison 1988 stand er in der National Basketball League (NBL) bei den Adelaide 36ers unter Vertrag. 1992 bestritt Bradtke 15 Spiele für den spanischen Erstligisten Júver Murcia (10,6 Punkte/Spiel), im Dezember 1992 kam es zur Trennung. Er setzte seine Laufbahn bei den Melbourne Tigers in seinem Heimatland fort, in der Saison 1996/97 stand Bradtke in der nordamerikanischen NBA bei den Philadelphia 76ers unter Vertrag, für die er in 36 Spielen zum Einsatz kam (1,6 Punkte, 1,9 Rebounds/Spiel). Seine letzte Auslandsstation war im Herbst 2002 der griechische Spitzenverein Olympiakos Piräus, von dem es aber noch vor dem Beginn der Saison 2002/03 zur Trennung kam.
In der National Basketball League bestritt Bradtke bis 2007 554 Spiele, mit 6283 Rebounds stellte er eine Ligabestmarke auf. Er erzielte in der Liga 9621 Punkte (17,3 je Begegnung). In der Saison 1993 und 1997 wurde er mit Melbourne und 2007 mit Brisbane australischer Meister, in der Saison 2001/02 wurde er als bester Spieler der Liga ausgezeichnet.

### Nationalmannschaft
Bradtke gehörte bei vier Olympischen Sommerspielen zur australischen Mannschaft: 1988, 1992, 1996 und 2000. Seine besten Punktwerte bei einem olympischen Turnier erreichte er 1992 mit 12,2 je Begegnung. Er nahm 1990 und 1994 an Weltmeisterschaften teil.

## Trainer
Bradtke wurde 2016 Assistenz- und Jugendtrainer bei den Melbourne Tigers.